# يونس أمره: رحلة الحب
يونس أمره: رحلة الحب (بالتركية: Yunus Emre: Aşkın Yolculuğu ) هو مسلسل تلفزيوني درامي تاريخي تركي من تأليف محمد بوزداغ ، وبطولة يوسف جوخان أتالاي في دور البطولة. تم عرضه لأول مرة على قناة تي أر تي 1 في تركيا في 18 يونيو 2015  تدور أحداث الفيلم حول حياة يونس إمري ، الشاعر الصوفي الأناضولي في القرن الثالث عشر، والذي أثر بشكل كبير على الثقافة الأناضولية.

## حبكة
في الأناضول في القرن الثالث عشر، مع تزايد الغزوات المغولية ، يسافر يونس إمري إلى ناليهان حيث يثبت نفسه كمسؤول سلجوقي. بعد انضمامه إلى درغاة تابتوك أمرة (دير الدراويش)، شرع في متابعة رحلته ليصبح درويشًا .

## الممثلون والشخصيات
| لعبت من قبل                                 | شخصية                 |
| ------------------------------------------- | --------------------- |
| يوسف جوخان أتالاي                           | يونس امره             |
| باييدار توفيكجي اوغلو                       | تابدوك امري           |
| باران أكبولوت                               | ملا قاسم              |
| أصمان شاكر                                  | هانم انا              |
| سيدا طوسون (2015-2016) بيلين أورهونر (2016) | باسم سلطان            |
| موغي أويار                                  | كيرا                  |
| محمد سيبيتش                                 | اهي مسعود             |
| محمد علي تونجر                              | بولوزاد علي تاياجو    |
| روزغار أكسوي                                | منبرسي حسن            |
| سدات ارديس                                  | دميرسي بيرم           |
| مراد إركانلي                                | كيسيسي عزمي           |
| أحمد طلالي                                  | دولجر شاهين           |
| أوموت تانيولو                               | يونس جويندي           |
| كابتان جورمان                               | أينالي                |
| سايجين اسان                                 | أكتر حسنو             |
| محمد أوندر                                  | شاهين بك              |
| سرحان توكسوي                                | ساروهان               |
| أردا كاليسي                                 | يتميم إسماعيل         |
| محمد علي كابتانلار                          | كاندار أوغلو أرجون بك |
| سيدة قصبالي                                 | زاهد سلطان            |

## مواسم المسلسل
| موسم | الحلقات | شبكة                   |
| ---- | ------- | ---------------------- |
| 1    | 22      | بي تي في هوم ونيتفليكس |
| 2    | 23      | بي تي في هوم ونيتفليكس |

## البث الدولي
| دولة      | شبكة                        | العرض الأول للمسلسل          |
| --------- | --------------------------- | ---------------------------- |
| أوزبكستان | تلفزيون آزون                |                              |
| تركيا     | تي آر تي 1 ، تي آر تي ديانت | 18 يونيو 2015، 11 يناير 2016 |
| بنغلاديش  | القناة ط                    | 20 أبريل 2019                |
| تركيا     | تي آر تي 1 ، تي آر تي ديانت | 18 يونيو 2015، 11 يناير 2016 |
| باكستان   | بي تي في هوم                | 23 نوفمبر 2020               |

## إنتاج
المسلسل من تأليف وإنتاج محمد بوزداغ ومصطفى تاتشي، ومن إخراج إمري كونوك وكميل أيدين. تم إنتاج الموسيقى الرئيسية بواسطة زينب ألاسيا وألباي جولتكين وكانر أوزكان. تم بثه منذ 18 يونيو 2015 على قناة تي أر تي 1.

## رد فعل الجمهور والنقاد
تلقى المسلسل إشادة من النقاد في تركيا وكان ناجحًا. في باكستان، حث رئيس وزراء باكستان عمران خان الشعب الباكستاني على مشاهدة الفيلم إذا كانوا مهتمين بالصوفية. ولاقى استحسان الشعب الباكستاني.

## أنظر أيضاً
- قائمة الأفلام الإسلامية
- مسلسل قيامة أرطغرل
- فيلم المؤسس عثمان
- فيلم بابا عزيز
- فيلم الهائمون
- ألف (مسلسل تلفزيوني)